# Mengyi
Mengyi (kinesiska: 蒙宜乡, 蒙宜) är en socken i Kina. Den ligger i provinsen Sichuan, i den sydvästra delen av landet, omkring 620 kilometer nordväst om provinshuvudstaden Chengdu. Antalet invånare är 3 762. Befolkningen består av 1 782 kvinnor och 1 980 män. Barn under 15 år utgör 25,0 %, vuxna 15-64 år 67 %, och äldre över 65 år 7,0 %.
Genomsnittlig årsnederbörd är 731 millimeter. Den regnigaste månaden är juli, med i genomsnitt 179 mm nederbörd, och den torraste är december, med 3 mm nederbörd.